# Helena de Skövde
Santa Helena de Skövde (em sueco:  Elin av Skövde), também conhecida como Santa Helena da Suécia (nascida em 1101 na província da Västergötland – morta em 31 de julho de 1160, na localidade de Götene) é uma santa sueca venerada pela Igreja Católica como mártir cristã. Sua festa litúrgica é celebrada no dia de sua morte, em 31 de julho.

## Biografia
Elin (Helena) av Skövde viveu no final da cristianização da Suécia no início do século XII e mais tarde foi uma santa muito conhecida. Embora não se saiba exatamente quem eram seus pais ou quando viveram, é dito em sua biografia medieval que eles eram de nascimento nobre. Helena se casou com um homem rico e juntos eles tiveram muitos filhos, pelo menos um dos quais era uma menina. Ela ficou viúva ainda jovem, mas nunca se casou novamente. Como viúva, Helena tinha controle sobre sua riqueza, o que se reflete em suas doações para a nova igreja cristã. Ao longo de sua vida, se destacou por ser uma defensora ativa dos costumes da igreja.
Contribuiu para a construção de uma igreja em Skövde e possivelmente também para uma em Götene. Helena também fez uma peregrinação a Jerusalém, logo após seu genro ter sido assassinado por seus servos. Conforme a vida medieval de Helena, eles estavam chateados com seu mestre porque ele abusou severamente de sua esposa. Helena foi sumariamente acusada de ter deliberadamente causado sua morte, pois queria proteger sua filha.
Alega-se que Helena teve um sonho em que morreu em Götene, mas foi enterrada na nova igreja (que ela havia financiado) em Skövde, o que provou ser profético. Pouco após retornar para casa de sua peregrinação, enquanto viajava para Götene para comparecer à consagração de uma nova igreja, Helena foi morta pelos parentes de seu genro para vingar sua morte. Pouco depois, ocorreram eventos milagrosos atribuídos ao manuseio das relíquias de Helena, o que a levou a ser venerada localmente como uma mulher sagrada e uma santa.
O relato desses milagres foi enviado a Roma pelo arcebispo Estêvão de Uppsala, e ele, por ordem do Papa Alexandre III, em 1164, inscreveu seu nome na lista de santos canonizados.

No final do século XIV, Santa Helena era reconhecida e venerada por todo o reino sueco. Seu dia de festa era celebrado em 30 de julho na diocese de Skara e em 31 de julho em todas as outras dioceses suecas. A lembrança contemporânea de Santa Helena pelo município sueco de Skövde é refletida em sua inclusão no brasão da cidade.